# Mars (boek)
Mars (originele titel the Martian) is een sciencefictionroman van de Amerikaanse schrijver Andy Weir. Het is Weirs debuutroman. Het boek werd aanvankelijk in 2011 in eigen beheer uitgegeven als e-boek, voordat Crown Publishing de auteursrechten kocht en het boek in 2014 als hardcover uitbracht. In 2015 werd het verhaal verfilmd.

## Plot
In de nabije toekomst organiseert NASA de derde bemande missie naar Mars; de Ares 3-missie. De bemanning weet de planeet te bereiken en te landen in Acidalia Planitia, maar een zware storm dwingt hen om het kamp te evacueren en terug naar de Aarde te keren in de Hermes. Bij de evacuatie wordt astronaut Mark Watney, een botanicus en werktuigbouwkundige, gespietst door een antenne, waarna de rest van de bemanning hem dood waant en zonder hem vertrekt. In werkelijkheid blijken Watney’s verwondingen mee te vallen en overleeft hij het incident, maar hij is nu wel alleen op Mars zonder mogelijkheid om de Aarde te contacteren. Hij is geheel op zichzelf aangewezen en moet vertrouwen op zijn eigen vaardigheden om te overleven. Zo verbrandt hij hydrazine om aan water te komen, en verbouwt aardappelen in een kunstmatige habitat die voor de missie was opgezet. Ook houdt hij een logboek bij; niet zozeer omdat hij verwacht zijn beproeving te overleven, maar in de hoop dat men dit ooit vindt.
NASA ontdekt dat Watney nog leeft wanneer op satellietbeelden van de landingsplaats bewijs voor zijn activiteiten te zien is en begint meteen een plan uit te werken om hem te redden. Watney maakt ondertussen plannen om te proberen de Schiaparellikrater te bereiken, die 3200 kilometer verderop ligt, omdat hier over vier jaar een nieuwe bemande missie zal arriveren; de Ares 4. Hiervoor bouwt hij een van de marsvoertuigen die de Ares 3 heeft achtergelaten om, onder andere door zonnepanelen en een extra batterij toe te voegen. Hij maakt eerst een proefrit en weet hierbij de Mars Pathfinder lander en Sojourner te bereiken. Hij neemt beide mee terug naar de Habitat en gebruikt de apparatuur aan boord om contact te maken met de Aarde. Ook de crew van de Hermes wordt op de hoogte gesteld. De meeste bemanningsleden zijn dolblij te horen dat Watney nog leeft, maar Mellissa Lewis, de commandant van de missie, krijgt door het nieuws zwaar last van schuldgevoel.
Het noodlot slaat echter weer toe wanneer de luchtsluis van de habitat scheurt. Watney kan de schade herstellen, maar tegen die tijd zijn al zijn aardappelplanten al verdord. NASA probeert haastig een onbemande sonde te lanceren om Watney nieuwe voorraden te sturen, maar de raket ontploft bij de lancering. Om snel aan een vervangende booster te komen, wordt een deal gemaakt met de China National Space Administration, alleen is er te weinig tijd om ook een nieuwe sonde te maken die de landing op Mars kan doorstaan. Redding komt wanneer astrodynamiucs Richard Purnell een zwaartekrachtsslinger ontdekt waarmee de Hermes rechtsomkeer kan maken naar Mars om Watney op te halen. De Chinese raket kan dan de reservevoorraden naar de Hermes brengen als deze de Aarde passeert. NASA voelt weinig voor het plan, omdat zo meer levens dan alleen Watney’s op het spel worden gezet, maar Mitch Henderson informeert de Hermes toch over het plan en alle vijf bemanningsleden stemmen ermee in.
Watney modificeert het marsvoertuig nog verder, daar hij voor dit nieuwe reddingsplan versneld af moet zien te reizen naar Schiaparelli, waar reeds een Mars Ascent Vehicle staat te wachten voor de toekomstige Ares 4-missie. Bij zijn werk veroorzaakt hij kortsluiting in de Pathfinder en verliest zo weer alle contact met de Aarde. Ondertussen pikt de Hermes met succes de bevoorradingssonde op. NASA ontdekt dat Watney’s geplande reis naar Schiaparelli in gevaar is omdat er een storm op zijn route is, maar kan hem niet waarschuwen. Watney beseft het gevaar zelf echter op tijd en kan de storm omzeilen. Hij bereikt de MAV en kan NASA weer contacteren. Via de radio krijgt hij instructies om de MAV te herbouwen voor de geplande ontmoeting met de Hermes. Bij de lancering gaat er toch weer iets mis, waardoor de MAV wordt vertraagd en dreigt de Hermes mis te lopen. Door snel denkwerk van Lewis kan de Hermes de MAV toch bereiken en wordt Watney met succes aan boord gehaald.

## Publicatie

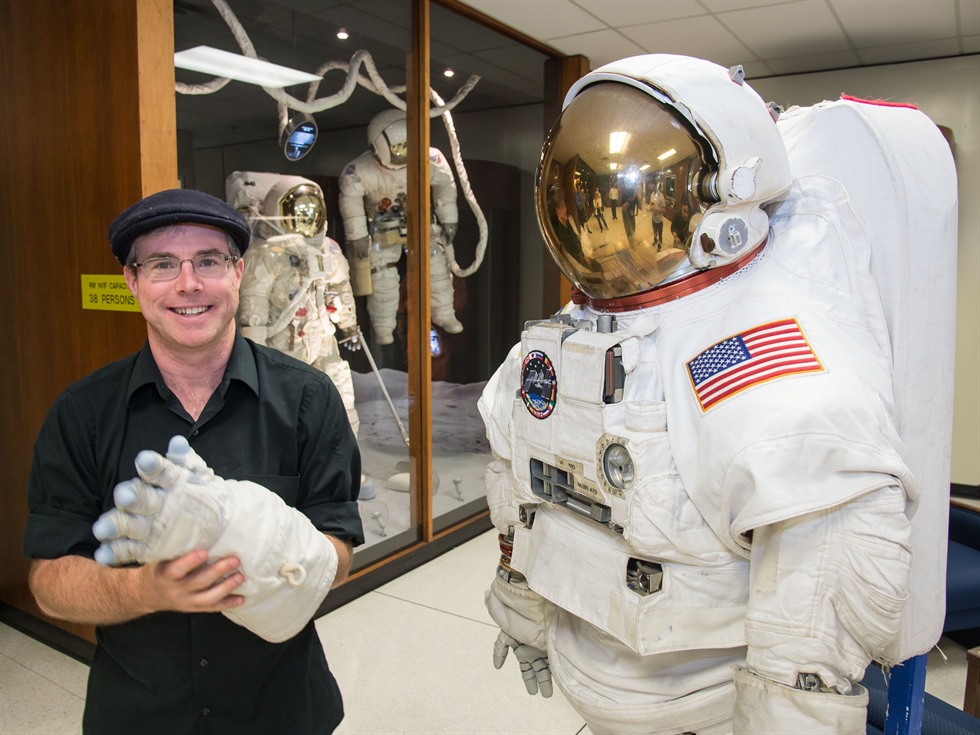
Auteur Andy Weir in het Johnson Space Center, 2015

Andy Weir begon in 2009 met het schrijven van Mars. Vanaf het begin was het de bedoeling dat het boek zo realistisch mogelijk moest worden. De technologie in het verhaal is dan ook allemaal gebaseerd op bestaande technologie. Ook bestudeerde Weir de geschiedenis van bemande ruimtevluchten, astronomie, en astrodynamica.
Omdat zijn vorige boeken door uitgeverijen waren afgekeurd, besloot Weir om Mars op zijn eigen website gratis te publiceren. Op verzoek van fans bracht hij ook een versie van het boek uit voor de Amazon Kindle, voor 99 cent. De Kindle-editie haalde Amazon’s lijst van bestverkochte sciencefictionboeken, met een totale verkoopv an 35.000 exemplaren in drie maanden tijd. Dit trok de aandacht van uitgeverij Podium Publishing en Crown. Podium kocht in januari 2013 de rechten om Mars als audioboek uit te mogen brengen, en Crown kocht in maart 2013 de publicatierechten voor een bedrag van 100.000 dollar. Het Audioboek is ingesproken door RC Bray.
Op 2 maart 2014 debuteerde Mars op de New York Times-bestsellerlijst.

## Recensies
Mars kreeg overwegend positieve recensies van critici. Onder andere Publishers Weekly, Kirkus Reviews, The Wall Street Journal en USA Today waren lovend over het boek.
De Japanse vertaling won in 2015 de Seiun Award voor beste vertaalde lang verhaal.

## Verfilming
In maart 2013 kocht Twentieth Century Fox de filmrechten op het boek, en huurde Drew Goddard in om het boek om te zetten naar een filmscript. De film debuteerde in oktober 2015. Matt Damon vertolkt in de film de rol van Mark Watney.